# 223
223 (CCXXIII) je bilo navadno leto, ki se je po julijanskem koledarju začelo na sredo.

## Dogodki
- 1. januar

## Smrti
- 10. junij - Lju Bej, ustanovitelj kitajskega cesarstva Šu Han (* 161)